# Pierre de Rochechouart
Pierre de Rochechouart (mort  en 1503) est un ecclésiastique qui fut évêque de Saintes de 1492 à 1503.

## Biographie
Pierre de Rochechouart est le fils de Jean II de Rochechouart, baron de Mortemart, seigneur de Vivonne, et de Marguerite, fille de Pierre d'Amboise et d'Anne de Bueil et sœur du cardinal Georges d'Amboise.
Il est doyen du chapitre de chanoines de Saint-Hilaire de Poitiers et prieur commendataire de Saint-Nicolas de Poitiers, lorsque son oncle Louis de Rochechouart résigne son siège épiscopal en sa faveur en 1493. Il meurt en 1503.